# 西福尔讷
西福尔讷（荷蘭語：Westvoorne，法語：[ˈʋɛst ˌvoːrnə] ⓘ）是荷兰南荷兰省的一个市镇，位于福尔讷-皮滕岛（Voorne-Putten）上。西福尔讷于1980年由原市镇东福尔讷（Oostvoorne）与罗卡涅（Rockanje）合并而成。面积97.52 km²，其中44.06 km² 为水域。2004年人口14,265。

## 图集

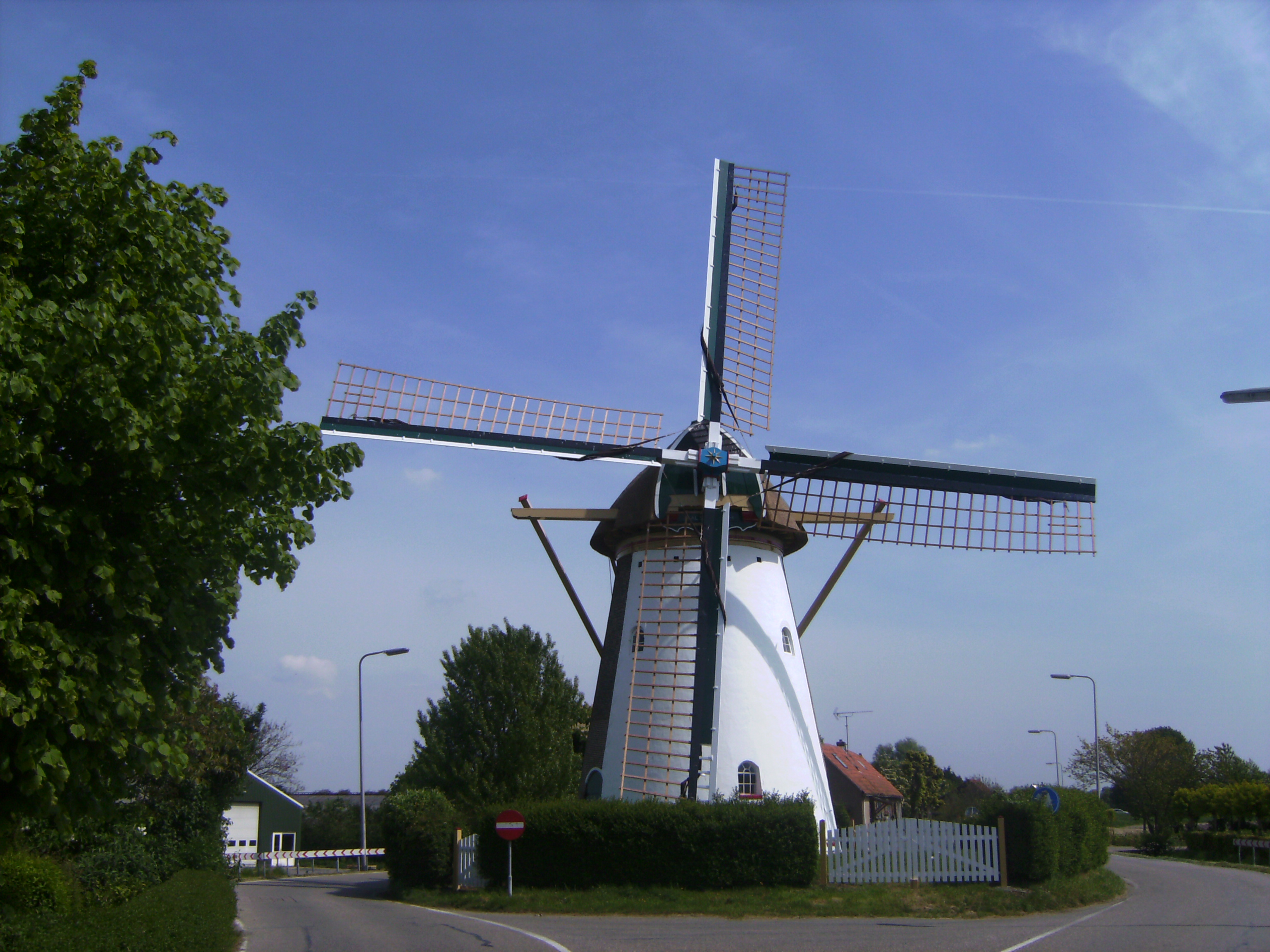
风车
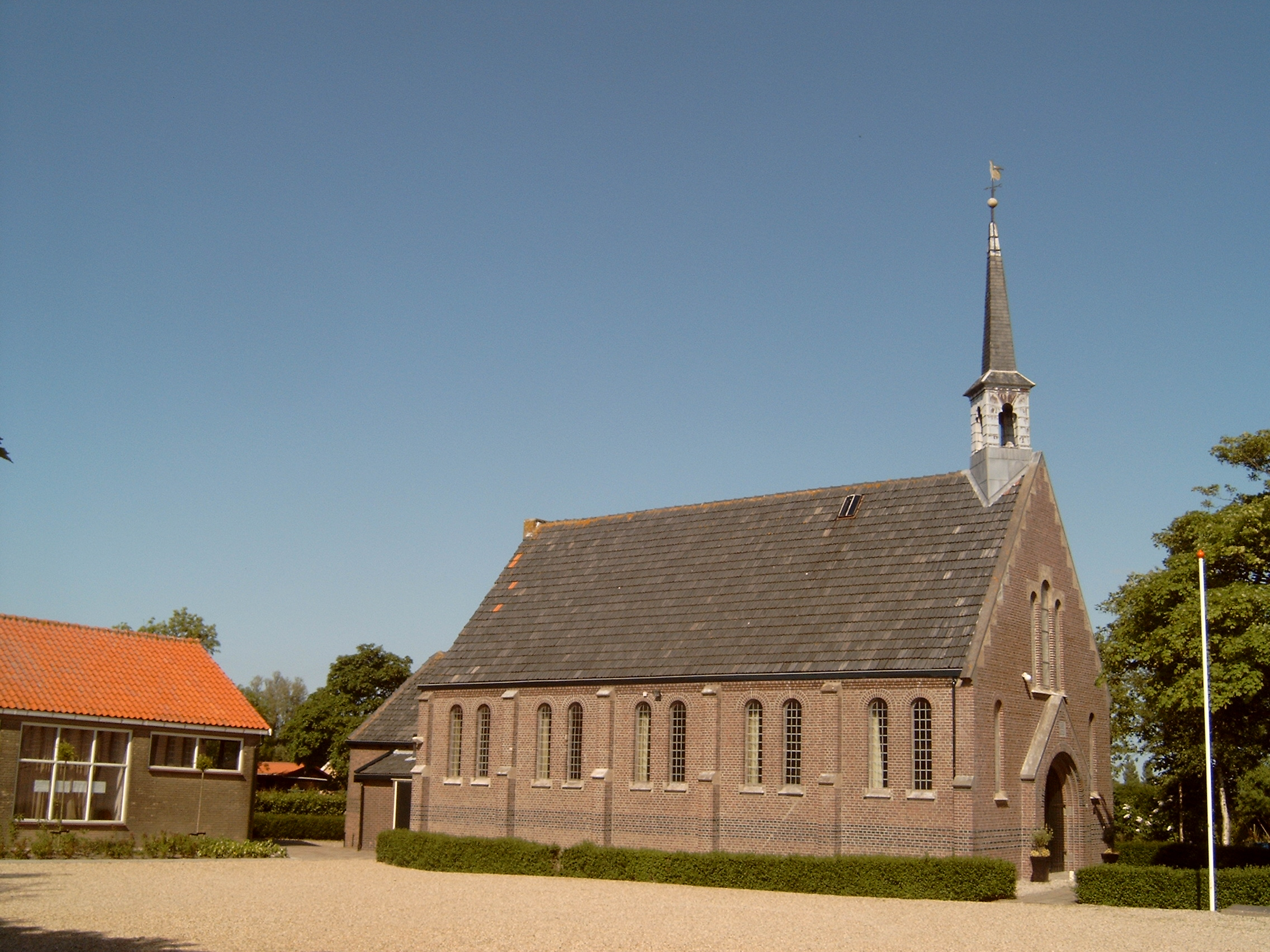
小教堂